# Bisdom Ubon Ratchathani

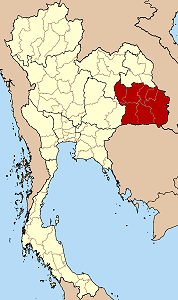
Het bisdom (rood) binnen Thailand

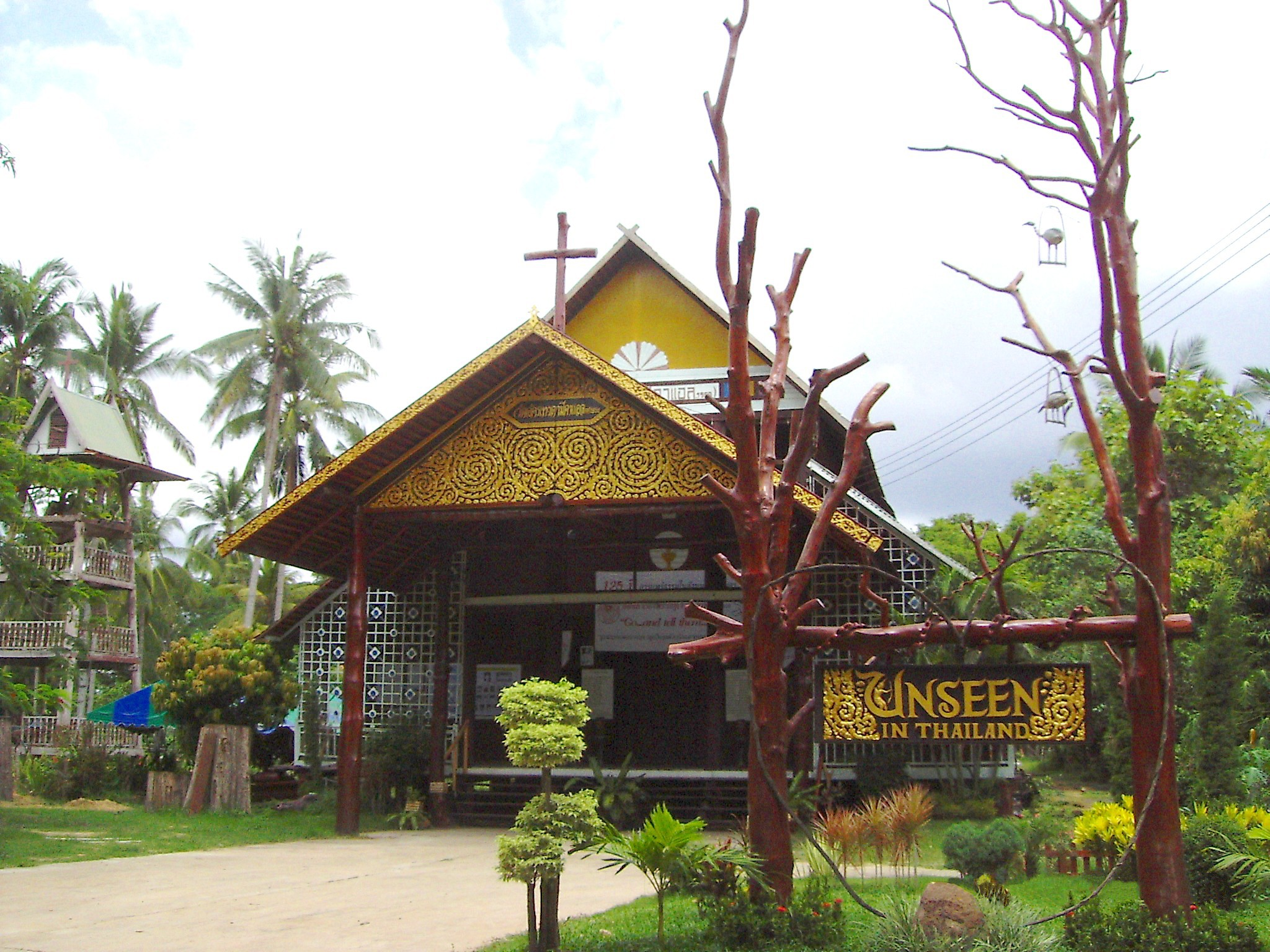
De katholieke kerk in Songyae

Het bisdom Ubon Ratchathani (Latijn: Dioecesis Ubonratchathaniensis) is een rooms-katholiek bisdom met als zetel Ubon Ratchathani in Thailand. Het is een suffragaan bisdom van het aartsbisdom Thare en Nonseng. Het bisdom werd opgericht in 1965. Hoofdkerk is de Onbevlekte Ontvangeniskathedraal in Ubon Ratchathani.
In 2020 telde het bisdom 60 parochies. Het bisdom heeft een oppervlakte van 53.917 km² en omvat de provincies Amnat Charoen, Maha Sarakham, Roi Et, Sisaket, Surin, Ubon Ratchathani en Yasothon. Het bisdom telde in 2020 24.609 katholieken op een totaal van 9.718.000 inwoners, ongeveer 0,3% van de totale bevolking.
In 1953 werd het apostolisch vicariaat Ubon opgericht met aan het hoofd de Franse missionaris van Parijs Claudius-Philippe Bayet. In 1965 werd Ubon verheven tot bisdom en in 1969 kreeg het bisdom zijn huidige naam.

## Bisschoppen
- Claudius-Philippe Bayet, M.E.P. (1965-1969)
- Claude Germain Berthold, M.E.P. (1970-1976)
- Michael Bunluen Mansap (1976-2006)
- Philip Banchong Chaiyara, C.SS.R. (2006-2023)
- Stephen Boonlert Phromsena (2023-)